# チャック・ラマー
チャールズ・G・ラマー（Charles G. LaMar, 1956年 - ）は、MLBのタンパベイ・デビルレイズの元ゼネラルマネージャー （GM）（1995年 - 2005年）。

## 来歴
アイダホ州ツインフォールズ生まれ、テキサス州ヒューストン育ちであり、自身も学生時代に野球をプレーしていた。
1985年にシンシナティ・レッズのスカウトとして球界入りすると、以後ピッツバーグ・パイレーツのマイナー育成部長、アトランタ・ブレーブスの育成部長兼スカウト部長を務めた。
1995年7月、1998年より参加するタンパベイ・デビルレイズの初代GMに就任した。在任期間中は8年間で通算518勝777敗と結果を残したとは言い難く、フロントが新体制となった2005年10月に解任された。
その後はワシントン・ナショナルズのGM特別補佐、フィラデルフィア・フィリーズのプロスカウト部長、トロント・ブルージェイズの球団特別補佐を務めた。